# Низаритское исмаилитское государство
Низари́тское исмаили́тское государство, Аламутское государство — государство шиитских низаритских исмаилитов, также называемых фидаинами, основанное Хасаном ибн Саббахом после взятия им под свой контроль замка Аламут в 1090 году.
Государство включало в себя сеть стратегических самодостаточных крепостей по всей Персии и Леванта, каждая из которых была окружёна враждебными государствами, в частности государством Сельджукидов. Оно было сформировано в результате религиозного и политического движения общины меньшинства низаритов, поддерживаемого антисельджукским населением. Низариты оказывали сопротивление численно превосходящим противникам, применяя стратегические и самостоятельные опорные пункты и нетрадиционные тактики, в частности политические убийства и психологическую войну. Через два столетия после своего основания государство разрушалось внутренне и было уничтожено монголами Хулагу хана в 1253-1256 годы .
Во время Жёлтого Крестового похода они разрушили Аламут и убили многих низаритов. Множество сведений о них основаны на описаниях враждебно настроенных к ним источников, поскольку низариты были тайным обществом.

## Название
В западных источниках это государство называется Низаритским исмаилитским государством, Низаритским государством, а также Аламутским государством. В современной научной литературе его часто называют термином «низариты» (или исмаилиты-низариты) Аламутского периода. На Западе он называется как орден Ассасинов, с этнохронимом, ассасины или хашашины.
Современные исламские авторы называют секту батиниййа (باطنية), талимиййа (تعليمية), исмаилиййа (إسماعيلية), низариййа (نزارية), а низаритов иногда называют оскорбительными терминами, такими как мульхид (малахида ملاحدة; «неверный»). Оскорбительные термины хашашиййа (حشيشية) и хашиши (حشيشي) были менее распространены, когда-то использовавшиеся в документе Фатимидов 1120-х годов халифом аль-Амиром и поздними исламскими историками для обозначения низаритов Сирии и некоторых источников на прикаспийских островах зейдитов для ссылки на низаритов Персии.
Низаритские монеты называют Аламут «ас курси ад-Дейлем» (كرسي الديلم, «столица Дейлема»).

## История
Большинство шиитов-исмаилитов за пределами Северной Африки, в основном в Персии и Сирии, пришли к тому, что признали притязания Низара ибн аль-Мустансира на имамат, подтверждённый Хасаном ибн Саббахом, и этот момент знаменует фундаментальный раскол между шиитами-исмаилитами. В течение двух поколений Фатимидский халифат пострадает ещё несколько раз, и в конечном итоге развалится.
После изгнания из Египта из-за поддержки низаритов, Хасан ибн Саббах обнаружил, что египетские единоверцы, исмаилиты, были разбросаны по всей Персии с сильным присутствием в северных и восточных регионах, особенно в Дейлеме, Хорасане и Кухистане. Исмаилиты и другие оккупированные народы Персии разделяли чувство обиды на правящих сельджуков, которые разделили сельскохозяйственные угодья страны на икту (феодальные владения) и облагали тяжелыми налогами граждан, проживающих в нем. Сельджукские эмиры (независимые правители) обычно обладали полной юрисдикцией и контролем над районами, которыми они управляли. Между тем, персидские мастера, ремесленники и низшие классы становились все более недовольными политикой сельджуков и высокими налогами. Хасан также был потрясён политическим и экономическим угнетением, навязанным правящим классом суннитов-сельджуков мусульманам-шиитам, проживающим по всей Персии. Именно в этом контексте он начал движение сопротивления против сельджуков, начиная с поиска безопасного места, с которого можно начать своё восстание.
К 1090 году нашей эры сельджукский визирь Низам аль-Мульк уже отдал приказ об аресте Хасана, и поэтому Хасан жил в подполье в северном городе Казвин, примерно в 60 км от замка Аламут. Там он строил планы для захвата крепости, которая была окружена плодородной долиной, жители которой в основном поддерживали мусульман-шиитов, поддержку которой Хасан мог легко собрать для восстания против сельджуков. Замок никогда прежде не захватывался военными средствами, и поэтому Хасан тщательно всё планировал. Тем временем он отправил своих надёжных сторонников в долину Аламут, чтобы начать заселение вокруг замка.
Летом 1090 года Хасан отправился из Казвина в Аламут по горному маршруту через Андей. Он оставался в Андее под видом школьного учителя по имени Деххода, пока не убедился, что ряд его сторонников поселились прямо под замком в деревне Газорхан или устроились на работу в самой крепости. По-прежнему замаскированный, Хасан пробрался в крепость, заработав доверие и дружбу многих её солдат. Стараясь не привлекать внимания зейдитского владыки Махди, Хасан начал привлекать к своей миссии видных деятелей Аламута. Было даже высказано предположение, что собственный заместитель Махди был тайным сторонником Хасана, ожидая продемонстрировать свою лояльность в тот день, когда Хасан в конечном итоге захватит замок. Крепость Аламут была в конечном счете захвачена у Махди в 1090 году нашей эры и поэтому от сельджукского контроля со стороны Хасана и его сторонников, не прибегая к насилию. Жизнь Махди была спасена, и он позже получил 3000 золотых динаров в качестве компенсации. Захват Аламутского замка ознаменовал собой создание Низаритского исмаилитского государства.
Под руководством Хасана Саббаха и последующих правителей Аламута стратегия тайного захвата была успешно воспроизведена в стратегических крепостях по всей Персии, Сирии и Плодородному Полумесяцу. Исмаилиты-низариты создали государство несвязанных крепостей, окруженных огромными пластами враждебной территории, и управляли объединённой властной структурой, которая оказалась более эффективной, чем в фатимидском Каире или сельджукском Багдаде, оба из которых пострадали от политической нестабильности. Эти периоды внутренних беспорядков позволили исмаилитскому государству отдышаться от нападения и даже иметь такой суверенитет, чтобы чеканить свои собственные монеты.
Они называют его Шейх аль-Хашишим. Он их Старейшина, и по его приказу все люди горы выходят или входят внутрь... они верят слову своего старейшины, и все повсюду боятся их, потому что они даже убивают королей.
Крепость Аламут, которая на монетах низаритов официально называлась курси ад-Дейлем (كرسي الديلم, «Столица Дейлема»), считалась неприступной для любого военного нападения и была известна своими райскими садами, внушительными библиотеками, и лаборатории, где философы, ученые и богословы могли обсуждать все вопросы интеллектуальной свободы.

### Государственный аппарат
Иерархия (худуд) исмаилитов-низаритов была следующей:
- Имам — потомки Низара
- Да'и ад-Ду'ат — главный да'и
- Да'и Кабир — высший да'и, великий да'и
- Да'и — миссионер
- Рафик — компаньон
- Ласик — приверженец. Ласики должны были давать особую клятву послушания имаму
- Фидаин

Имамы и да'и были элитами, в то время как большинство членов общины состояло из трех последних классов, которые были крестьянами и ремесленниками.

### Падение
Когда монголы начали вторгаться в Иран, многие мусульмане-сунниты и шииты (в том числе выдающийся учёный Туси) нашли убежище у низаритов из Кухистана. Губернатором (мухташамом) в Кухистане был Насир ад-Дин Абу аль-Фатх Абд ар-Рахим ибн Абу Мансур, а низариты были при имаме Ала ад-Дине Мухаммаде.
После смерти последнего хорезмшахского правителя Джалал ад-Дина Мангуберди главной целью монголов стало уничтожение Низаритского исмаилитского государства и Аббасидского халифата. В 1238 году низаритский имам и аббасидский халиф направили совместную дипломатическую миссию европейским королям Людовику IX Французскому и Генриху III Английскому, чтобы создать союз против монголов-захватчиков, но это оказалось безуспешным. Монголы продолжали оказывать давление на низаритов Кухистана и Кумыса. В 1256 году Ала ад-Дина сменил его младший сын Рукн ад-Дина Хуршах на посту имама низаритов. Год спустя основная монгольская армия под командованием Хулагу входит в Иран через Хорасан. Многочисленные переговоры между низаритским имамом и Хулагу были тщетными. Видимо, низаритский имам стремился сохранить хотя бы основные опорные пункты низаритов, в то время как монголы требовали их полного подчинения.
19 ноября 1256 года низаритский имам, находившийся в Маймун-Дизе, после ожесточённого конфликта сдал замок монголам. Аламут пал в декабре 1256 года, а Ламасар пал в 1257 году, Гирдкух оставался непокорённым. В том же году каган Монгольской империи приказал убить всех исмаилитов-низаритов Персии. Сам Рукн ад-Дин Хуршах, который отправился на материковую Монголию, чтобы встретиться с Мунке, был убит его личной монгольской охраной там же. Замок Гирдкух окончательно рухнул в 1270 году, став последним оплотом низаритов в Персии.
Хотя резня монголов в Аламуте широко интерпретировалась как конец влияния исмаилитов в регионе, из различных источников мы узнаём, что политическое влияние исмаилитов продолжалось. В 1275 году сыну Рукн ад-Дина Хуршаха удалось вернуть Аламут, хотя и всего на несколько лет. Низаритскому имаму, известному в источниках как Худаванд Мухаммад, снова удалось отвоевать форт в XIV веке. Согласно Мар'аши, потомки имама оставались в Аламуте до конца XV. Политическая деятельность исмаилитов в регионе также, по-видимому, продолжалась под руководством султана Мухаммада ибн Джахангира и его сына, вплоть до казни последнего в 1597 году.

## Вера

### Лидеры и имамы
Даи, правившие в Аламуте
1. Даи Хасан Ибн Саббах (1090—1124)
2. Даи Кийа Бузург-Умид (1124—1138)
3. Даи Мухаммад ибн Бузург-Умид (1138—1162)

Скрытые имамы в Аламуте
1. Имам Али аль-Хади ибн Низар (علي الهادي بن نزار)
2. Имам аль-Мухтади ибн аль-Хади (Мухаммад I) (المهتدی بن الهادي)
3. Имам аль-Кахир ибн аль-Мухтади би-Кувватуллах (Хасан I) (حسن القاهر)

Имамы, правившие в Аламуте
1. Имам Хасан 'Ала Зикрихи’с-Салам (Хасан II Аламутский) (1162—1166)
2. Имам Нур ад-Дин Мухаммад (Мухаммед II) (1166—1210)
3. Имам Джалал ад-Дин Хасан (Хасан III) (1210—1221)
4. Имам ‘Ала ад-Дин Мухаммад (Мухаммад III) (1221—1255)
5. Имам Рукн ад-Дин Хуршах (1255—1256)

В Леванте Рашид ад-Дин Синан объявил независимость Масьяфа от Аламута, основав отдельное государство в Сирии.

## Военная тактика

### Замки
Всего в государстве было около 200 крепостей. Самым важным был замок Аламут, резиденция шейха. Самым большим замком был замок Ламасар со сложной и высокоэффективной системой водохранилища. Самой важной крепостью в Сирии был замок Масьяф, хотя замок аль-Кахф был, вероятно, главной резиденцией сирийского лидера исмаилитов Рашид ад-Дина Синана.
Естественные географические особенности долины, окружающей Аламут, в значительной степени обеспечивали оборону замка. Расположенная на вершине узкой скальной базы примерно в 180 метрах над уровнем земли, крепость не может быть захвачена прямым нападением. На востоке долина Аламут граничит с горным хребтом Аламкух (Трон Соломона) между которыми протекает река Аламут. Западный вход в долину узкий, защищенный скалами высотой более 350 метров. Ущелье, известное как Ширкух, находится на пересечении трех рек: Таликана, Шахруда и Аламута. В течение большей части года бурлящие воды реки делали этот вход почти недоступным. До Казвина, ближайшего к долине города по суше, можно добраться только по недостаточно развитой тропе мулов, по которой присутствие врага может быть легко обнаружено по пылевым облакам, возникающим при их прохождении.
Военный подход Низаритского исмаилитского государства был в значительной степени оборонительным, со стратегически подобранными местами, которые, по-видимому, избегали конфронтации, где это возможно, без гибели людей. Но отличительной чертой Низаритского исмаилитского государства было то, что оно было разбросано по всей Персии и Сирии. Поэтому замок Аламут был лишь одним из узловых пунктов во всех регионах, где исмаилиты могли при необходимости отступить в безопасное место. К западу от Аламута в долине Шахруд, главная крепость Ламасар послужила лишь одним из примеров такого отступления. В контексте своего политического восстания различные пространства военного присутствия исмаилитов приняли имя дар аль-хиджра (место убежища). Понятие дар аль-хиджра берет свое начало со времен пророка Мухаммеда, который вместе со своими сторонниками бежал от жестоких преследований в безопасное убежище в Ятрибе. Таким образом, Фатимиды нашли свою дар аль-хиджру в Северной Африке. Также во время восстания против сельджуков несколько крепостей служили убежищами для исмаилитов.

В середине XII века ассасины захватили или приобрели несколько крепостей в горной цепи Нусайрия в прибрёжной Сирии, в том числе Масьяф, Русафа, аль-Кахф, аль-Кадмус, Хаваби, Сармин, Кулия, Улайка, Маника, Абу-Кбейс и Джабаль аль-Суммак. По большей части ассасины сохраняли полный контроль над этими крепостями до 1270—73 годов, когда их захватил султан мамлюкский султан Бейбарс. Большинство из них были впоследствии демонтированы, а те, что в Масьяф и Улайка, были позже восстановлены. С тех пор исмаилиты сохраняли ограниченную автономию над этими бывшими цитаделями как верные подданные мамлюков.

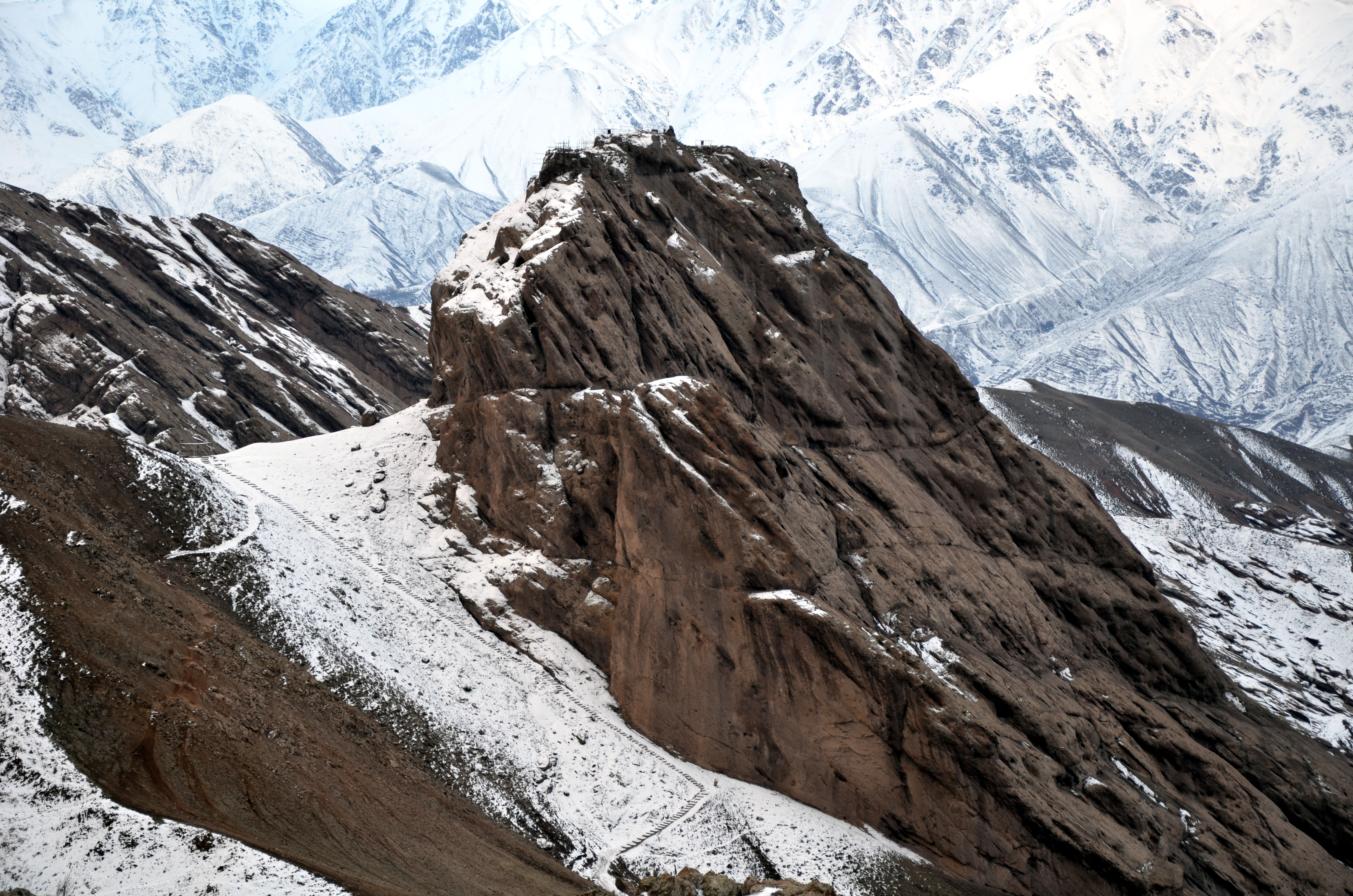
Крепость Аламут, Персия
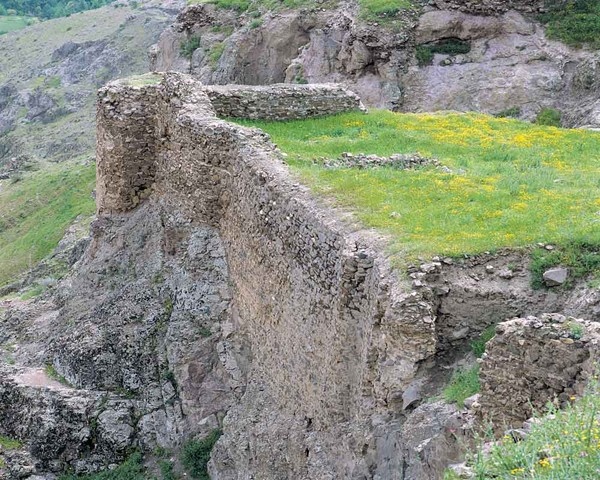
Крепость Ламасар, Персия
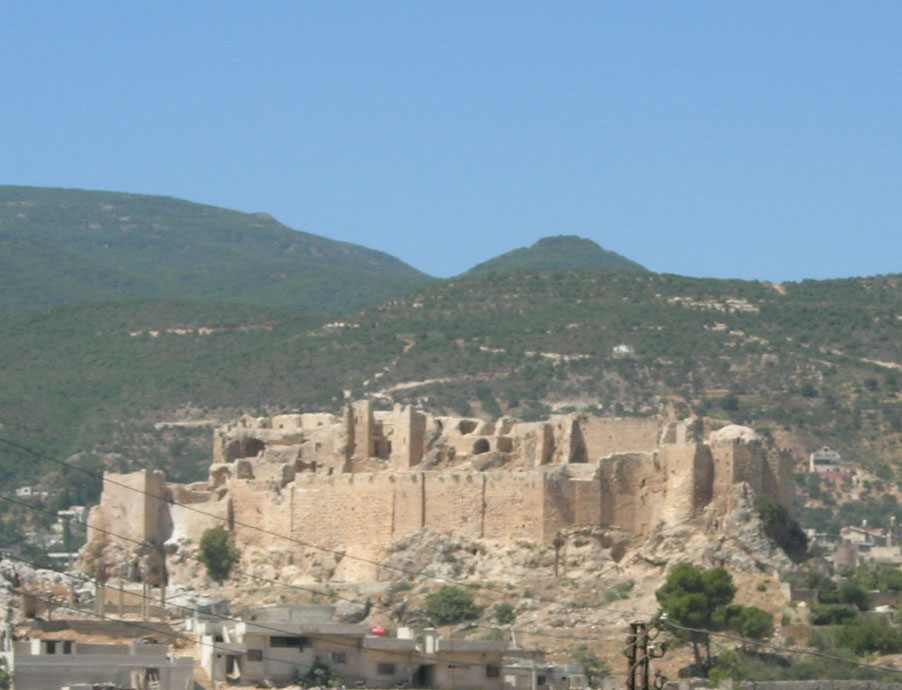
Крепость Масьяф, Сирия
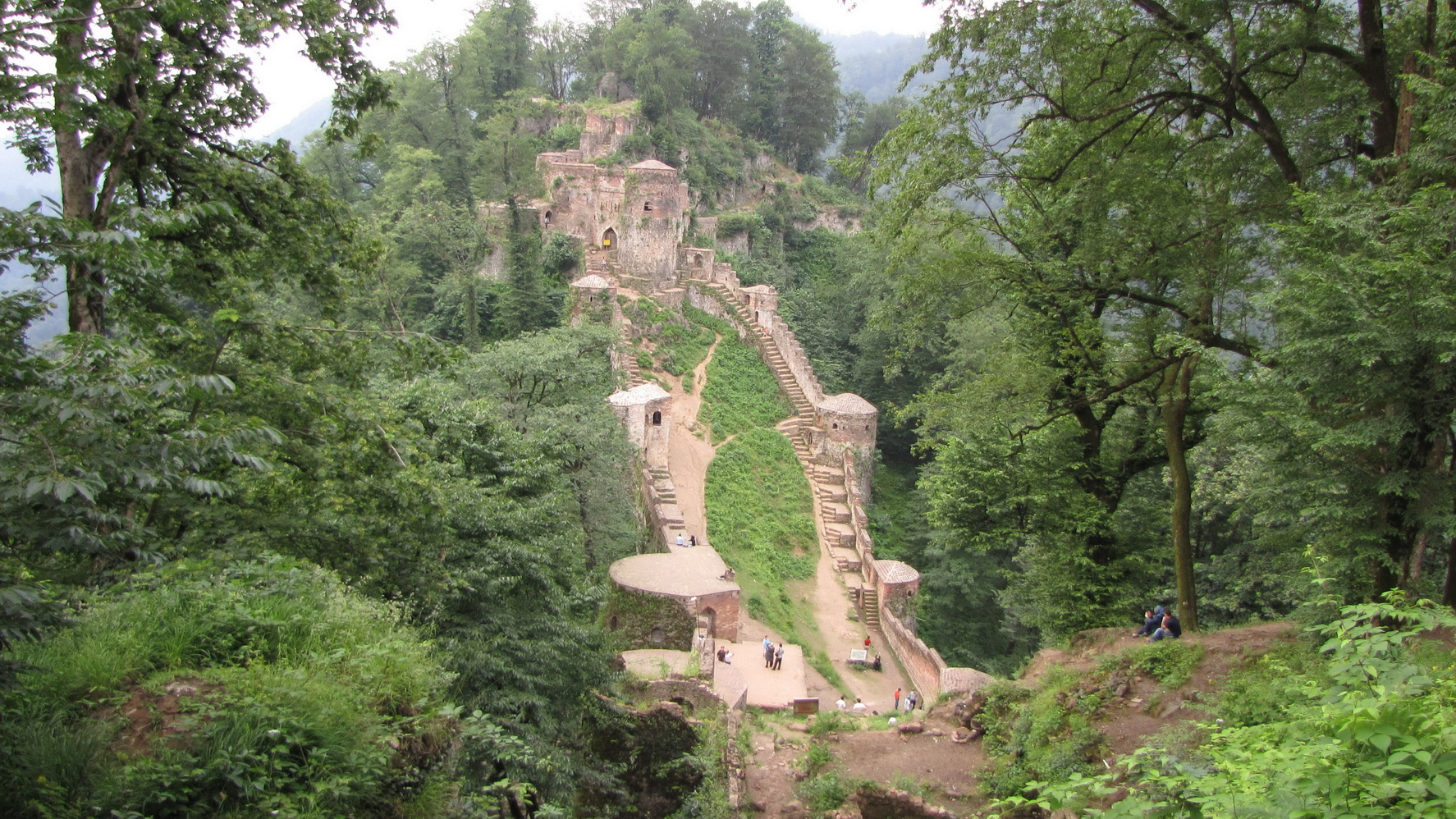
Крепость Рудхан, Персия
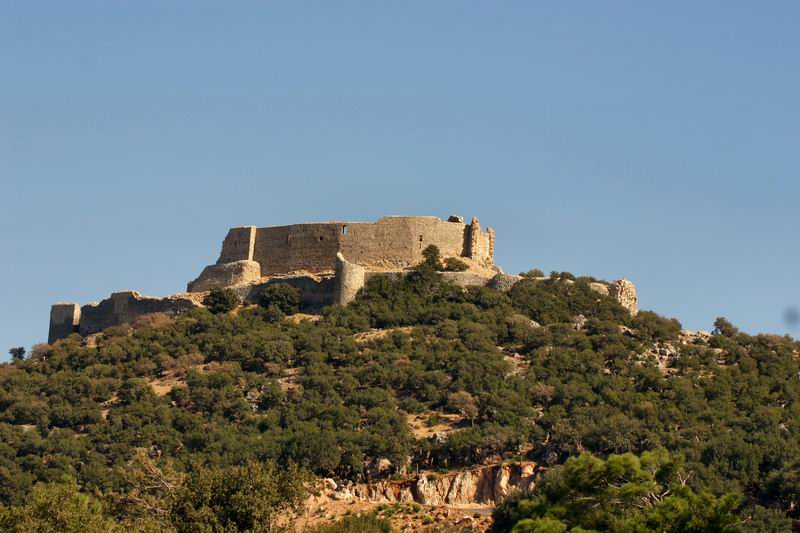
Крепость Абу-Кбейс, Сирия
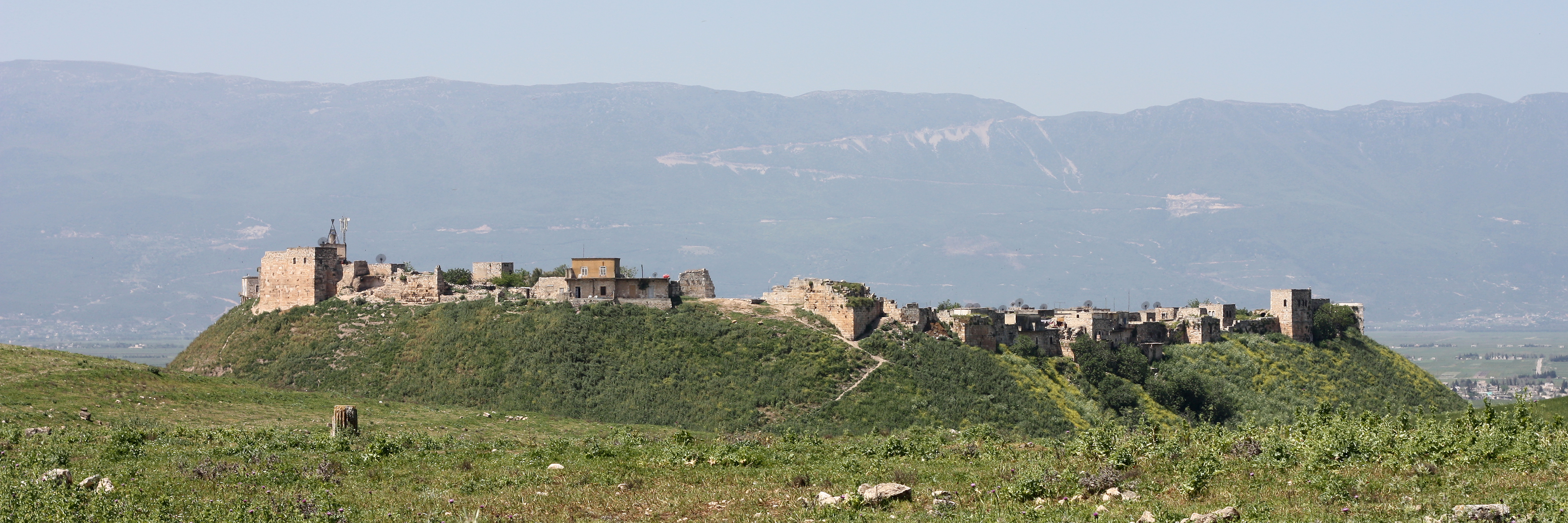
Крепость Калъат эль-Мудик, Сирия

### Убийства
Для достижения своих религиозных и политических целей исмаилиты использовали различные средневековые военные стратегии. Визитной карточкой исмаилитов был метод убийства наиболее опасных лидеров противника. Убийства, как правило, совершались в общественных местах, пугая других возможных врагов.
На протяжении всей истории многие группы прибегали к убийствам в качестве средства достижения политических целей. У исмаилитов эти задания выполнялись подготовленными убийцами, называемых фидаи (فدائی, «преданный»). Убийства были направлены против тех, чьё уничтожение было наивыгоднейшим для защиты исмаилитов, против тех, кто совершил массовые убийства общины.
Первым случаем убийства в попытке установить государство низаритов-исмаилитов в Персии считается убийство визиря сельджуков Низам аль-Мулька. Осуществлено человеком, одетым как суфий, чья личность остается неизвестной. Открытое убийство визиря в суде сельджуков было выгодным с точки зрения создания атмосферы ужаса перед неуловимыми убийцами. Возможности фидаи были значительно преувеличены воображением противника, что помогало низаритам в защите их изолированных владений без больших военных сил.
Сельджуки и крестоносцы также использовали политические убийства, но во времена деятельности Аламута почти любое убийство политического значения на исламских землях было приписано исмаилитам. Ножи и кинжалы использовались, как для непосредственного уничтожения цели, так и для предупреждения. Нож вонзался в подушку жертвы, чтобы показать её уязвимость перед фидаинами.
Согласно армянскому историку Киракосу Гандзакеци:

[Они] привыкли убивать людей тайно. Какие-то люди подошли к нему [дворянину Органу], когда он шёл по улице… Когда он остановился и хотел спросить… они набросились на него то тут, то там, и мечом, который они спрятали, закололи и убили его… Они убили много людей и бежали через город… Они вторглись в укреплённые места… а также в леса Ливана, взяв плату за свою кровь у своего принца… Они много раз отправлялись туда, куда посылал их принц, часто переодеваясь в разные одежды, пока не находили подходящий момент, чтобы нанести удар, а затем убить того, кого хотели. Поэтому все князья и короли боялись их и платили им налоги.